# Нацистичка еугеника
Нацистичка еугеника је назив за друштвену политику која је провођена у нацистичкој Њемачкој, која је углавном била утемељена на расизму, и која је у први план стављала побољшање аријевске расе кроз еугенику. У провођењу ове политике, на мети нациста нашли су се сви они који су означени као недостојни живота, у првом реду криминалци, противници режима, особе заостале у развоју, хомосексуалци, слаби и неактивни, и уопште људи са посебним потребама, а све с циљем ослобађања њемачке аријевске расе од непожељних елемената и постизања идеала чисте аријевске расе.
Током провођења ове политике, више од 400.000 људи је стерилизовано против своје воље, док је око 70.000 убијено у Акцији Т4.

## Програм еугенике
Нацистички програм еугенике провођен је по угледу на програме присилне стерилизације који су провођени у појединим дијеловима Сједињених Америчких Држава. Овде у првом реду треба истаћи законе који су усвојени у Калифорнији.
Закон о превенцији наследних болести код потомака, који је усвојен 13. јула 1933, захтијевао је од љекара да пријаве сваки познати случај наследних болести, осим код жена преко 45 година старости. Љекари су могли бити кажњени уколико не пријаве такве случајеве.
Прве године примјене закона, око 4000 људи се жалило на одлуке власти о стерилизацији, али је највећи број жалби, њих 3559 одбијено. Нацистички режим формирао је преко 200 Судова за наследно здравље, а као последица њихових пресуда, преко 400.000 људи је присилно стерилизовано.

## Идентификацијагенетички болесних
Закон о поједностављивању здравственог система из 1934. године створио је информативне центре за генетичку и расну хигијену, законом су такође били прописани поступци за пријављивање и процјену људи за које се сумњало да имају неки облик „наследне болести“, дефинисане у програму еугенике. Ти људи би затим били одведени пред Судове за наследно здравље који су одлучивали о стерилизацији.
Подаци о томе ко се сматра „генетички болесним“ прикупљани су и из информација које су грађани давали љекарима приликом редовних љекарских прегледа, а упитници који су олакшали разврставање ових података направљени су уз помоћ Дехомага, филијале IBM-а у Њемачкој.